# Associazione Calcio Alcamo 1976-1977
Questa voce raccoglie le informazioni riguardanti l'Associazione Calcio Alcamo nelle competizioni ufficiali della stagione 1976-1977.

## Rosa
| N. |                   | Ruolo | Calciatore            |
| -- | ----------------- | ----- | --------------------- |
|    | Italia (bandiera) | A     | Giuseppe Billeci      |
|    | Italia (bandiera) | C     | Pasqualino Borsellino |
|    | Italia (bandiera) | P     | Giacomo Bursi         |
|    | Italia (bandiera) | D     | Sergio Carcione       |
|    | Italia (bandiera) | C     | Domenico Cintura      |
|    | Italia (bandiera) | A     | Michele Di Benedetto  |
|    | Italia (bandiera) | A     | Salvatore Falce       |
|    | Italia (bandiera) | P     | Damiano Ferro         |
|    | Italia (bandiera) | C     | Francesco Garofalo    |
|    | Italia (bandiera) |       | Giacalone             |

| N. |                   | Ruolo | Calciatore         |
| -- | ----------------- | ----- | ------------------ |
|    | Italia (bandiera) | A     | Antonio Indelicato |
|    | Italia (bandiera) | C     | Antonio Lo Manto   |
|    | Italia (bandiera) | D     | Rocco Lo Porto     |
|    | Italia (bandiera) | D     | Clemente Mormile   |
|    | Italia (bandiera) | C     | Luigi Peronace     |
|    | Italia (bandiera) | D     | Roberto Pidone     |
|    | Italia (bandiera) | D     | Felice Pipitone    |
|    | Italia (bandiera) | D     | Antonino Todaro    |
|    | Italia (bandiera) | A     | Castrense Vaccaro  |